# سیلد ایر
سیلد ایر (انگلیسی: Sealed Air) شرکت خوشه‌ای آمریکایی است، که در سال ۱۹۶۰ تأسیس شد.